# (1372) Haremari
(1372) Haremari est un astéroïde de la ceinture principale découvert le 31 août 1935 par l'astronome allemand Karl Wilhelm Reinmuth. Le lieu de découverte est Heidelberg (024). Sa désignation provisoire était 1935 QK.
Sa distance minimale d'intersection de l'orbite terrestre est de 1,441560 ua.